# ماهیچه نواری سر
ماهیچه نواری سری (انگلیسی: Splenius capitis muscle) و ماهیچه نواری گردن از ماهیچه‌های لایه سطحی عضلات داخلی پشت در ناحیه گردن هستند. هر دو عضله نواری (اسپلنیوس) از زوائد خاری مهره‌ها شروع شده و به صورت هفتی شکل به بالا و خارج، ادامه پیدا می‌کنند.
خاستگاه ماهیچه نواری سری زوائد خاری مهره C7 تا T3 و منتهای آن استخوان پس‌سری و زائده ماستوئید استخوان گیجگاهی است. این عضله از عضله نواری گردنی پهن‌تر است و عملکرد آن اکستنشن گردن، چرخاندن و خم کردن جانبی سر است.

## نگارخانه

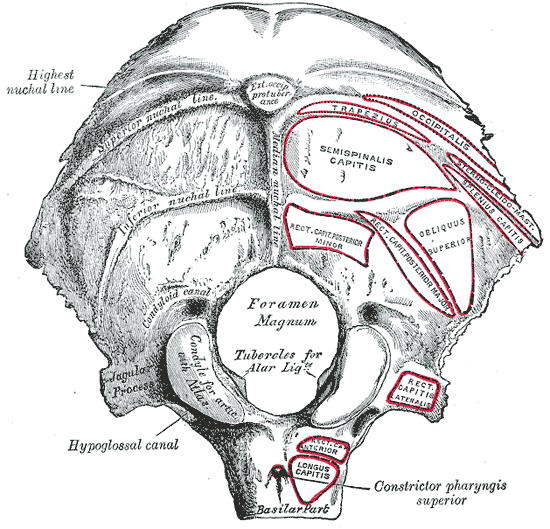
Occipital bone. Outer surface.
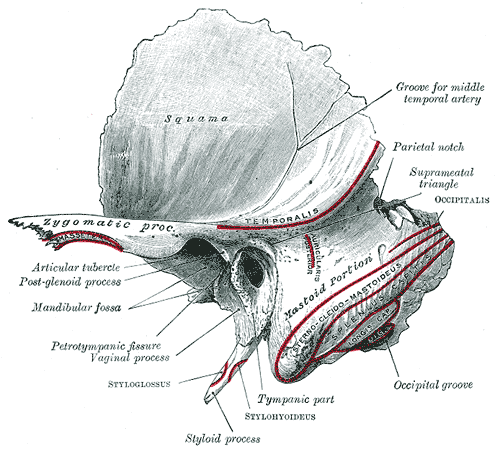
Left temporal bone. Outer surface.
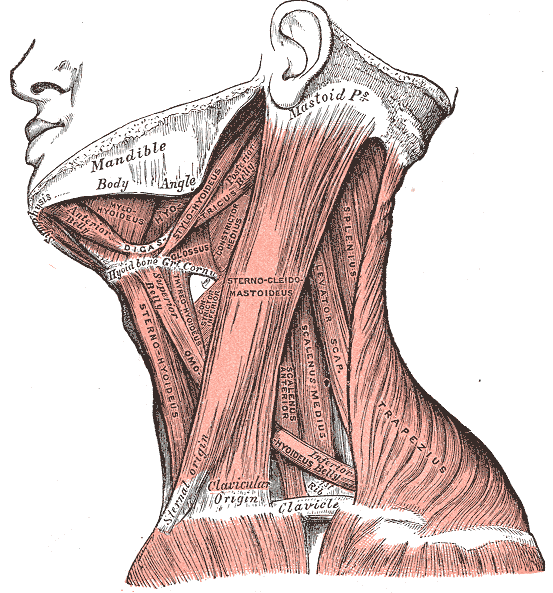
Muscles of the neck. Lateral view.
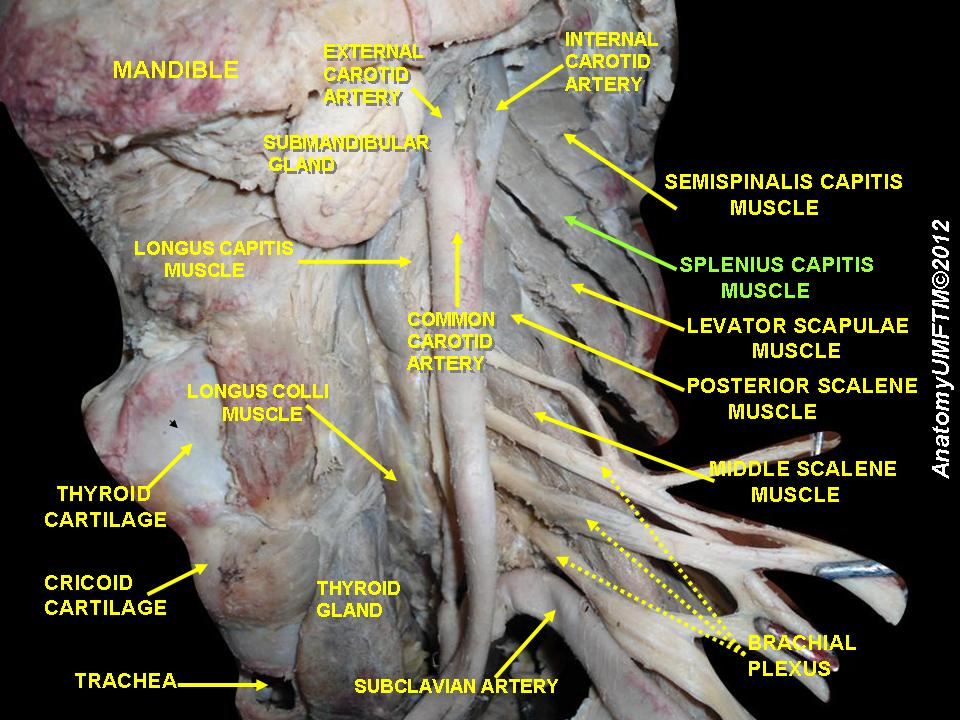
Splenius capitis muscle